# Kinga Kasprzak
Kinga Kasprzak (ur. 12 czerwca 1987 w Szczecinie) – polska siatkarka, reprezentantka kraju, grająca na pozycji przyjmującej.
Na początku sierpnia 2023 roku oficjalnie poinformowała, że kończy siatkarską karierę.

## Kariera
W seniorskiej kadrze debiutowała 20 maja 2006 za kadencji Andrzeja Niemczyka podczas IV edycji Alei Gwiazd w Miliczu, w meczu z Hiszpanią.
Z kadrą narodową kadetek wywalczyła 6. miejsce na Mistrzostwach Europy, oraz 8. miejsce na Mistrzostwach Świata, gdzie została sklasyfikowana na 3 miejscu wśród najlepiej punktujących zawodniczek.
Najlepsza zawodniczka turnieju Nadziei Olimpijskich, Najlepsza Zawodniczka Mistrzostw Polski Kadetek w Staszowie.
Jest wychowanką klubu UKS Błyskawica Szczecin. Uczęszczała do Szkoły Mistrzostwa Sportowego w Sosnowcu reprezentując tamtejszy klub.
W sezonie 2005/2006 debiutowała w najwyższej klasie rozgrywkowej – LSK z drużyną Piasta Szczecin, gdzie była drugą najlepiej punktującą zawodniczką rozgrywek. Po jednym sezonie drużyna Piasta spadła do I ligi.
W sezonie 2007/2008 broniła barw drużyny Gedanii Gdańsk. W latach 2008–2010 reprezentowała barwy EC Wybrzeże TPS Rumia. W sezonie 2009/2010 wraz z zespołem EC Wybrzeże TPS Rumia wywalczyła awans do PlusLigi Kobiet, wygrywając rywalizacje najpierw w półfinale play off z AZS KSZO Ostrowiec Świętokrzyski 3:1, a w Finale Play Off I ligi, pokonując Trefla Sopot 3:2. Po zakończeniu rozgrywek play off powołana do kadry narodowej prowadzonej przez Jerzego Matlaka. Od sezonu 2010/2011 reprezentowała barwy klubu Bank BPS Muszynianka Fakro Muszyna, z którym w owym sezonie sięgnęła po Puchar Polski, Mistrzostwo Polski oraz wywalczyła awans do TOP 6 siatkarskiej Ligi Mistrzyń.
W sezonie 2013/2014 występowała w chińskiej lidze, w drużynie Guohua Life Shanghai. Od sezonu 2014/15 występowała w tureckiej lidze, w drużynie Çanakkale Belediyespor Kulübü. 15 listopada 2014 doznała kontuzji zerwania więzadła krzyżowego przedniego, a następnie rozwiązała kontrakt za porozumieniem stron. Na początku sezonu 2015/16 występowała w azerskiej drużynie Azəryol Baku. W sezonie 2016/2017 była zawodniczką zespołu izraelskiej ekstraklasy Hapoel Ironi Kiryat Ata. Od lutego 2017 roku zawodniczka fińskiego klubu HPK Hameenlinna. W sezonie 2018–2019 zawodniczka izraelskiego klubu Hapoel Kfar Saba.

## Sukcesy klubowe
Puchar Polski:
- 2011

Liga polska:
- 2011
- 2012
- 2013

Superpuchar Polski:
- 2011

Puchar CEV:
- 2013

Liga fińska:
- 2017

## Sukcesy reprezentacyjne
Memoriał Agaty Mróz-Olszewskiej:
- 2011

## Nagrody indywidualne
- Najlepsza Zawodniczka Turnieju Nadziei Olimpijskich
- Najlepsza Zawodniczka Mistrzostw Polski Kadetek
- III miejsce wśród najlepiej punktujących zawodniczek Mistrzostw Świata Kadetek
- II miejsce wśród najlepiej punktujących w LSK w sezonie 2005/2006
- Najlepsza punktująca zawodniczka I ligi w sezonie 2008/2009 i 2009/2010
- Najlepsza zagrywająca zawodniczka Pucharu Borysa Jelcyna